# Volks-Uni
Volks-Uni ist ein Sammelbegriff für Bildungsinitiativen, die sich jenseits von Prüfungsordnungen selbstorganisiert als Alternativen – und nicht als Ergänzung – zu den bestehenden Universitäten verstehen. Sie firmieren auch unter den Titeln Kritische Universität, Offene Universität oder Gegen-Uni. Es handelt sich dabei in aller Regel um vorrangig politisch motivierte Einrichtungen, die sich selbst häufig selbst als „demokratisch“ bezeichnen. Sie sind auch nicht mit den Volkshochschulen zu verwechseln.

## Geschichte

### Volksuniversitäten als Institutionen der Arbeiterbildung
Im Zuge der im 19. Jahrhundert entstehenden Arbeiterbildung/Volksbildung gründete Max Hirsch die erste Volksuniversität, die Humboldt-Akademie. Am 2. Dezember 1900 wurde in Österreich ein Aufruf zur Konstituierung einer Volksuniversität veröffentlicht, die er genauso wie Michael Hainisch, Ernst Mach, Rosa Mayreder und Julius Tandler unterzeichnete. An den vielen in Österreich gegründeten Volkshochschulen konnte bis zur Zerschlagung 1934 demokratisch geforscht werden.
In Russland stiftete Alfons Schanjawski die erste Volksuniversität, die 1908–1920 in Moskau sehr erfolgreich ihren Auftrag, Bildung unabhängig von Geschlecht, Vorbildung, Stand, Einkommen, Nation und Religion zu vermitteln, erfüllen konnte.
Im Zuge der Bewegung zur Universitätsreform in Lateinamerika propagiert Víctor Raúl Haya de la Torre, der spätere Gründer der APRA, schon während seiner Studienzeit die Idee der Universidades Populares (Volksuniversitäten). Die erste Volksuniversität Perus wurde am 21. Januar 1921 eingeweiht.
Im Proletkult der frühen Sowjetunion gab es die Idee der Arbeiteruniversität. In Polen betätigte sich Henryk Grossmann nach 1921 als Vorsitzender einer kommunistisch dominierten Volksuniversität (Uniwersytet Ludowy). Zu Beginn der 1930er Jahre gründete die Kommunistische Partei Frankreichs die Arbeiteruniversität von Paris (l’Université Ouvrière de Paris), an der u. a. Georges Politzer lehrte. Sie blieb bis zu ihrer Auflösung im Jahre der deutschen Besatzung 1939 bestehen.
Ab 1950 wurde in Jugoslawien versucht, Volkshochschulen in Arbeiteruniversitäten (Delavska Univerza) umzuwandeln, die drei Schwerpunkte haben sollten: Selbst-Management, Berufsausbildung und Allgemeinbildung. Zwischen 1950 und 1960 wurden alle Volkshochschulen in Arbeiteruniversitäten umgewandelt. Nach 1989 wurden die meisten Arbeiteruniversitäten in Volksuniversitäten umbenannt.
In Spanien existierten seit Ende des 19. Jahrhunderts die Volksuniversitäten (Universidades Populares) bis zum Beginn des Franco-Regimes und wurde erst 1981 – allerdings in Anlehnung an das deutsche Volkshochschul-Konzept – wieder eingeführt. Das Niveau der spanischen Volksuniversitäten bewegt sich auf dem der Sekundarstufe I und der Berufsausbildung.

### Republikanische Clubs und Kritische Universitäten
Im Mai 1968 wurde in Frankreich die Universität Sorbonne zur für jedermann zugänglichen Volksuniversität erklärt. Um die 400 Aktionskomitees entstanden in Paris. Es bildeten sich an der Sorbonne u. a. die Aktionskomitees der Fußballer, der nordafrikanischen Arbeiter, das Komitee Arbeiter – Studenten, das Komitee der Werbefachleute, das Komitee Wütende – Situationisten und der Rat zur Aufrechterhaltung der Besetzungen.
In Deutschland gab es ähnliche, aber gemäßigtere Entwicklungen. Bereits 1967 zu Beginn der Außerparlamentarische Opposition (APO) gab es in verschiedenen Städten wie Hamburg, Berlin, München und Frankfurt am Main Kritische Universitäten. Im Sommersemester 1968 fand ein gemeinsamer Kritischer Studententag, vorbereitet von Vertretern der Kritischen Unis, der Studentengewerkschaft und den Republikanischen Clubs statt. Leitidee war, die Trennung von Politik und Wissenschaft aufzuheben. Hierzu gehörte auch, sich Wissenschaft selbst anzueignen, ohne jede Form einer als Herrschaftkommunikation bezeichneten Vermittlung von Wissen durch Dozenten. Dies hieß allerdings nicht, dass Dozenten nicht geduldet waren. Einige linke Dozenten beteiligten sich in gleichberechtigter Weise an den Republikanischen Clubs.
Diese Bewegung wurzelte vor allem in der antiautoritären Linken: Sie berief sich in ihren Argumentationen auf Wilhelm Reich, Sigmund Freud und Peter Brückner. Vorlesungen seien überflüssig, wurde argumentiert, seit der Buchdruck erfunden sei – auch Seminare seien keine Lösung, da diese autoritär von Dozenten bestimmt würden. Die Alternative hierzu sei die kollektive Arbeit.
Gefordert wurden:
- Anerkennung der studentischen Arbeitskreise als vollwertige Lehrveranstaltungen
- Das Bereitstellen von Räumen für die Arbeitskreise der Kritischen Unis
- Die Finanzierung.

Anfang der 1970er Jahre fand diese Bewegung ein vorläufiges Ende.
Während des Streiks im Wintersemester 1988/1989 versuchten Studierende der FU Berlin an die Tradition der kritischen Universitäten anzuknüpfen und gründeten „Autonome Seminare“. Die Forderung nach Geldern für selbstbestimmtes Lernen hatte teilweise Erfolg. So gab es von Januar 1989 bis zum Sommersemester 2002 sogenannte „Projekttutorien“.

### Sommer-Universitäten, Wissenschaftsläden, Gegen-Unis
An den Universitäten wurde in der ersten Hälfte der 1970er Jahre viel geändert. In Nordrhein-Westfalen beispielsweise war geplant, sämtliche Universitäten in Gesamthochschulen umzuwandeln. Doch hiervon wurde im Laufe der Zeit Abstand genommen. Dies schuf einen neuen Freiraum für Gegenkonzepte.
Innerhalb der Frauenbewegung, die eine Frauenforschung und Feministische Wissenschaftstheorie etablierte, entstanden Sommer-Universitäten, wie die Sommeruniversität für Frauen in Berlin. Parallel hierzu und mit einigen Überschneidungen entwickelte sich die Alternativbewegung, die sich wissenschaftskritisch mit Großtechnologien wie der Atomenergie auseinandersetzten. Innerhalb dieser Bewegung entstanden Wissenschaftsläden. Ende der 1970er Jahre schließlich fanden – hauptsächlich von den Allgemeinen Studierenden Ausschüssen (ASten) organisiert – Gegenuniversitäten statt.
In diesem Kontext entstand die VolksUni Berlin, die noch bis heute zu Pfingsten tagt. Der Name VolksUni war angeregt von der Stockholmer Folkuniversitet, die vom Centrum för Marxistik Samhällestudier (CMS), das der schwedischen Linkspartei nahesteht, jährlich veranstaltet wurde. Wolfgang Fritz Haug brachte diesen Namen für die von ihm 1979 mitgegründeten VolksUni Berlin mit nach Deutschland.
In ihrem Gründungskonzept von 1980 heißt es:
[...] Gegenüber dem Block aus Privilegien, Herrschaft und Reichtum steht – das Volk, stehen die plebejischen Traditionen und die Kräfte der Arbeit, der Kritischen Wissenschaft, der Frauenbewegung, der Grünen, der Studentenbewegung und der alternativen Kultur. Ihnen soll die Volksuni gewidmet sein.
Die Volksuni soll den Kräften der Arbeit, der Wissenschaft, der Kultur und der Umweltbewegung eine Möglichkeit bieten, sich mit ihren Problemen theoretisch auseinanderzusetzen.
In einer dreitägigen Reihe von Vorlesungen und Diskussionen fanden seitdem jährlich Beiträge zu Theorie, Geschichte und aktuellen Problemen der Arbeiterbewegung und der alternativen Kultur statt. Träger der Volksuni sind Gewerkschafter und Wissenschaftler, aber keine Organisationen. Ziel war es, linksorientierte Menschen aus dem Bildungssystem mit Menschen aus den Gewerkschaften und Betriebsräten zusammenzubringen:
Die Volksuni möchte die Tradition der Kritischen Universität der Studenten und des Frauenstudiums aufnehmen und zusammenbringen mit den Elementen einer arbeitsorientierten Wissenschaft und alternativen Kultur.

### Volx-Unis
Mitte der 1980er Jahre entstand wieder eine größere Bewegung – diesmal unter dem Titel VolxUni. Mit dem x statt des ks wollte man sich von einer völkischen Interpretation abgrenzen, zudem signalisierte es bewusst eine Nähe zur Volxküche der besetzten Hafenstraße in Hamburg. Anders als das Gegen-Uni-Konzept der 1970er Jahre, zu dem auch eher die Berliner VolksUni zählt, setzten die VolxUnis stärker auf Lernfestivals als auf Vorträge. Basteln an Windrädern, separatistische Frauengruppen, politische Diskussionen, Alternativmedizin, ... sind nur einige Beispiele von den über hundert Seminaren, welche auf diesen Lernfesten parallel über drei Tage stattfanden. Diese wurden von zahlreichen Arbeitsgruppen vorbereitet, welche sich das ganze Jahr über auf Plena trafen und sich austauschten.
Im Februar 1985 wurde eine Bundeskontaktstelle Volksuni gegründet. Bei den bundesweiten Treffen zeigten sich Differenzen zwischen den VolksUnis. Während in Bonn, Gießen, Köln, Aachen, Göttingen, Heidelberg, Marburg, Karlsruhe, Bochum und Münster die VolksUnis von den ASten finanziert wurden und sie ihre Schwerpunkte im selbstbestimmten Lernen sahen, finanzierten sich die VolksUnis in Berlin, Hamburg und Zürich über Spenden und Mitgliedsbeiträgen. Hier stand die Vernetzung linker Kräfte im Mittelpunkt und es fanden eher Vorträge linker Intellektueller statt.
Zum Lernfest der Volksuni in Zürich heißt es in einem Interview:

„Die Lernfeste der Volksuni hatten eine unglaubliche Anziehungskraft. Es kamen auch Leute, die ich noch nie im Kanzlei oder an einer Demo gesehen hatte. Das Kanzlei wurde immer mehr zu einem Treffpunkt für verschiedenste Gruppen. Es gab unter anderem ein Kafi, das Kino Xenix, die Frauenetage, einen Kindergarten, den historischen Verein Aussersihl, verschiedene AusländerInnen-Gruppen, eine Videowerkstatt und eine Frauen-Mitfahr-Zentrale.“

Die Volksunis führten mitunter auch zu konkreten Ergebnissen wie dem Wyberrat in Zürich (einer Vernetzung von verschiedenen Fraueninitiativen) oder der Schwarzen Witwe (einem Frauen-Lesben-Archiv) in Münster.
Aufgrund politischer Inhalte konnten einige VolksUnis nicht stattfinden, da einige Rektorate und der RCDS intervenierten.
Ende der 1980er Jahre war auch diese Bewegung wieder vorbei. Eine Fortsetzung fand sie in der Koordinierung von Alternativen Vorlesungsverzeichnissen und besetzten Universitäten.